# Stazione di Poggiardo
Stazione di Poggiardo vasútállomás Olaszországban, Puglia régióban, Poggiardo településen.

## Vasútvonalak
Az állomást az alábbi vasútvonalak érintik:
- Maglie–Gagliano del Capo-vasútvonal

## Kapcsolódó állomások
A vasútállomáshoz az alábbi állomások vannak a legközelebb: 
- Stazione di Spongano (Stazione di Gagliano Leuca, Maglie–Gagliano del Capo-vasútvonal)
- Stazione di Sanarica (Zollino railway station, Maglie–Gagliano del Capo-vasútvonal)